# Mirándote
Mirándote fue una serie de televisión, basada en hechos reales, de drama y documental argentina emitida por la TV Pública. La serie sigue la historia de una fanática de las ficciones creadas por Alberto Migré que se queda ciega justo antes del último capítulo de su telenovela favorita. Estuvo protagonizada por Sofía Gala Castiglione, Patricia Palmer y Víctor Laplace. Fue estrenada el sábado 22 de junio de 2019.

## Sinopsis
Mirta Palermo (Sofía Gala Castiglione), es una estudiante universitaria de la carrera de Letras y gran fanática de las telenovelas del popular autor y productor de televisión argentino, Alberto Migré, sin embargo, Mirta pierde su visión a pocos días de que se emitan los últimos capítulos de su telenovela favorita: Rolando Rivas, taxista. A partir de entonces, su vida cambia, por lo cual, junto con la ayuda de su familia y su novio, intentará valerse de sus capacidades para lograr adaptarse a su vida, su estudio y su gusto por mirar ficciones televisivas.

## Elenco

### Principal
- Sofía Gala Castiglione como Mirta Palermo.
- Patricia Palmer como Julia.
- Víctor Laplace como Bruno Palermo.

### Recurrente
- Claudio García Satur como Arturo / Él mismo.
- Juan Pablo Mirabelli como Ricardo "Ricky".
- Catalina Motto como Amalia.
- Marta Albertini como Dra. Ortiguera / Ella misma.
- Gastón Cocchiarale como Leonardo.

### Entrevistados
- Soledad Silveyra
- Mirta Palermo
- Picky Taboada
- Nora Mazziotti
- Paz Martínez
- María Valenzuela
- Arturo Puig
- Leonor Benedetto
- Darwin Sánchez
- Laura Bove
- Nelly Prince
- Cristina Alberó
- Fernanda Mistral

## Episodios
| N.º | Título                     | Dirigido por | Escrito por   | Fecha de emisión original |
| --- | -------------------------- | ------------ | ------------- | ------------------------- |
| 1   | «Algo se ve mal»           | Helen Roca   | Liliana Viola | 22 de junio de 2019       |
| 2   | «El reencuentro»           | Helen Roca   | Liliana Viola | 22 de junio de 2019       |
| 3   | «Los hombres no lloran»    | Helen Roca   | Liliana Viola | 29 de junio de 2019       |
| 4   | «Cosas de mujeres»         | Helen Roca   | Liliana Viola | 29 de junio de 2019       |
| 5   | «Lo esencial es invisible» | Helen Roca   | Liliana Viola | 6 de julio de 2019        |
| 6   | «Triángulo amoroso»        | Helen Roca   | Liliana Viola | 13 de julio de 2019       |
| 7   | «Final feliz»              | Helen Roca   | Liliana Viola | 20 de julio de 2019       |
| 8   | «Secretos bien guardados»  | Helen Roca   | Liliana Viola | 20 de julio de 2019       |